# Lipoprion carinatus
Lipoprion carinatus là một loài tò vò trong họ Ichneumonidae.